# Fokker D.X
Fokker D.X (hay D.10) là một loại máy bay tiêm kích của Hà Lan sau Chiến tranh thế giới I.

## Quốc gia sử dụng
Tây Ban NhaKhông quân Tây Ban Nha (10)
 Phần LanKhông quân Phần Lan (1)

## Tính năng kỹ chiến thuật (D.X)
Dữ liệu lấy từ Thulinista Hornetiin
Đặc điểm tổng quát
- Kíp lái: 1
- Chiều dài: 8 m (26 ft 3 in)
- Sải cánh: 14 m (45 ft 11 in)
- Chiều cao: 2,95 m (9 ft 8 in)
- Diện tích cánh: m² (ft²)
- Trọng lượng rỗng: kg (lb)
- Trọng lượng có tải: kg (lb)
- Trọng tải có ích: kg (kg)
- Trọng lượng cất cánh tối đa: 1.250 kg (2.750 lb)
- Động cơ: 1 × Hispano-Suiza 8Fb, 223 kW (300 hp)

 Hiệu suất bay 
- Vận tốc cực đại: 225 km/h (121 kn, 138 mph)

Trang bị vũ khí

2 × súng máy LMG 08/15 "Spandau" 7,92 mm (.312 in)